# Le Retour à l'amour
Pour plus de détails, voir Fiche technique et Distribution.
Le Retour à l'amour (Lover Come Back) est un film américain réalisé par William A. Seiter, sorti en 1946.

## Fiche technique
- Titre original : Lover Come Back
- Titre français : Le Retour à l'amour
- Réalisation : William A. Seiter
- Scénario : Michael Fessier et Ernest Pagano
- Photographie : Joseph Valentine
- Montage : Ray Snyder
- Musique : Hans J. Salter
- Pays de production : États-Unis
- Format : Noir et blanc - 1,37:1
- Genre : comédie romantique
- Durée : 90 minutes
- Date de sortie : 1946

## Distribution
- George Brent : William 'Bill' Williams Jr.
- Lucille Ball : Kay Williams
- Vera Zorina : Madeline Laslo
- Charles Winninger : William 'Pa' Williams, Sr.
- Carl Esmond : Paul Millard
- Raymond Walburn : J.P. 'Joe' Winthrop
- Wallace Ford : Tubbs
- Elisabeth Risdon : 'Ma' Williams
- William Wright : Jimmy Hennessey
- Louise Beavers : Martha, Kay's Maid
- Franklin Pangborn : Hotel Clerk
- George Chandler : Walter
- Joan Shawlee : Janie
- Anne O'Neal : Mme Tubbs